# ヴァルター・グロピウス
ヴァルター・アードルフ・ゲオルク・グローピウス（Walter Adolph Georg Gropius, 1883年5月18日 - 1969年7月5日）は、モダニズムを代表するドイツの建築家。
近代建築の四大巨匠（ル・コルビュジエ、フランク・ロイド・ライト、ミース・ファン・デル・ローエと共に）の一人とされる。世界的に知られた教育機関（学校）である「バウハウス」の創立者であり、1919年から1928年まで初代校長を務めた｡

## 生涯
1883年5月18日、ベルリンに生まれる。カルル・フリードリッヒ・シンケルの弟子であったマルティン・グロピウスの大甥に当たる。
1903年-1907年にミュンヘンやベルリンの工科大学で建築を学んだ。卒業後、ペーター・ベーレンスの事務所に入り（1908年-1910年）ミース・ファン・デル・ローエと出会い、ミュンヘンのドイツ工作連盟（DWB) にも参加した。1911年の『ファグスの靴型工場』は、後のバウハウス校舎を思わせる鉄とガラスを用いた初期モダニズム建築であった。同年、アルマ・マーラーと結婚。1915年、アンリ・ヴァン・デ・ヴェルデからヴァイマルの工芸学校を託された。

### 1919年以降
1919年国立バウハウス開校、初代校長となった。当初は総合芸術としての建築教育を目指すものであったが、美術家カンディンスキーらの前衛的造形教育の場となった。『ヴァイマル・バウハウス校長室のインテリア』（1923年）は、モダンデザインによって統一された空間であり、記念碑的作品とされる。

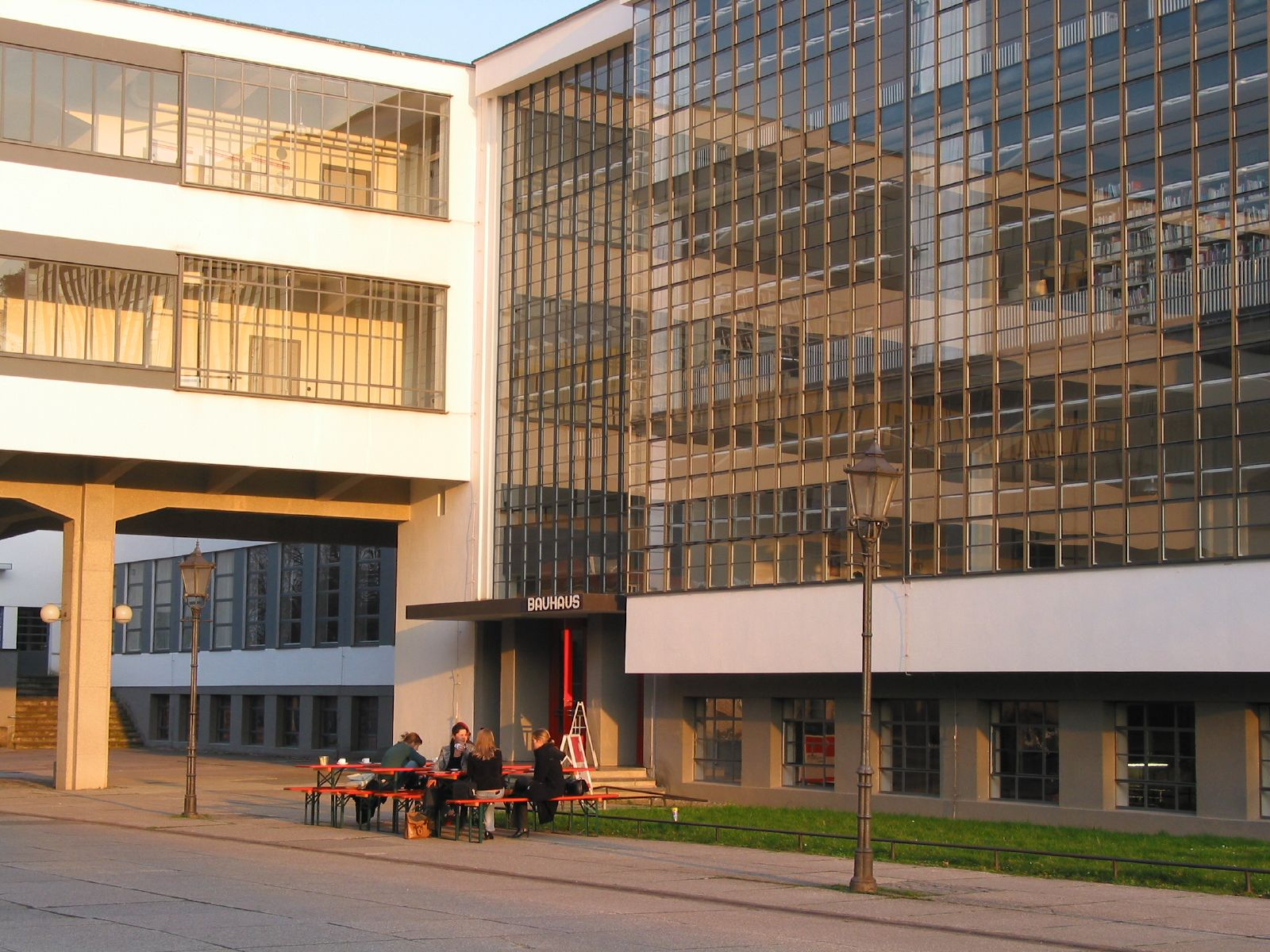
デッサウのバウハウス

1925年、バウハウスはデッサウに移行、デッサウ市立バウハウスとなった。『デッサウの校舎』（1926年）はグロピウスの設計によるもの で、著書『国際建築』（1925年、バウハウス叢書第1巻）とともにモダニズム建築の代表作として世界中に知られるようになった。また、デッサウ市の依頼で、郊外に集合住宅（ジードルング）を建設した（1926年 - 1928年）。グロピウスはハンネス・マイヤーを後任に指名し、1928年に校長を退いた。
1923年 離婚。バウハウス辞任後、1930年前後はベルリンに事務所を構え、同地での集合住宅設計などを行ったが、1932年に山口文象（留学し弟子となった建築技師）と共にドイツを脱出。自身は1934年イギリスに亡命する。ウェルズ・コーツ（横浜生まれのカナダ人建築家）が設計したロンドンのモダニズム建築アパート「アイソコン・ビル」にマルセル・ブロイヤーらと共に在住した。

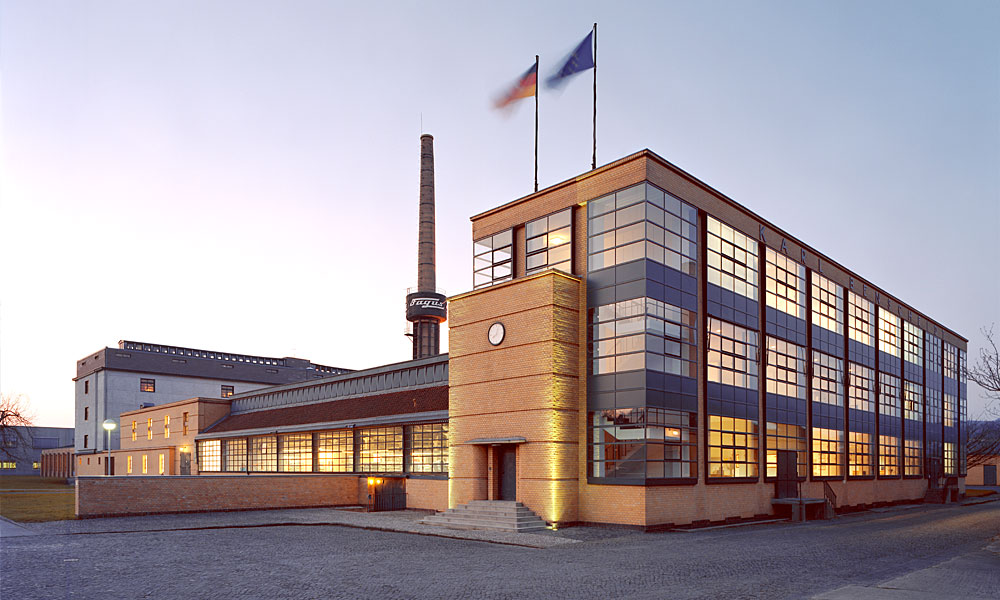
アールフェルトのファグス靴工場

1937年、アメリカ北東部のハーバード大学に招かれ移住した。教授としてI.M.ペイ、フィリップ・ジョンソンらを育てた。また、共同設計事務所TAC（The Architects Collaborative）を設立。超高層ビルのパンナムビル（1958年、現メットライフビル。ピエトロ・ベルスキらと共同設計）などを設計した
大戦後は、母国ドイツにおいて設計建設に再び参画した。1952年には西ベルリンのハンザ地区で行われた国際建築展に参加し、復興のための高層住宅を実現させた。1960年代には、西ベルリン南部のノイケルン地区に、グロピウス・シュタット（de）と呼ばれた、集合住宅が建ち並ぶ広さ266haと大規模な郊外住宅地を設計した。1961年アルバート・メダル受賞。
1969年7月5日、マサチューセッツ州ケンブリッジにて86歳で死去。

## 作品

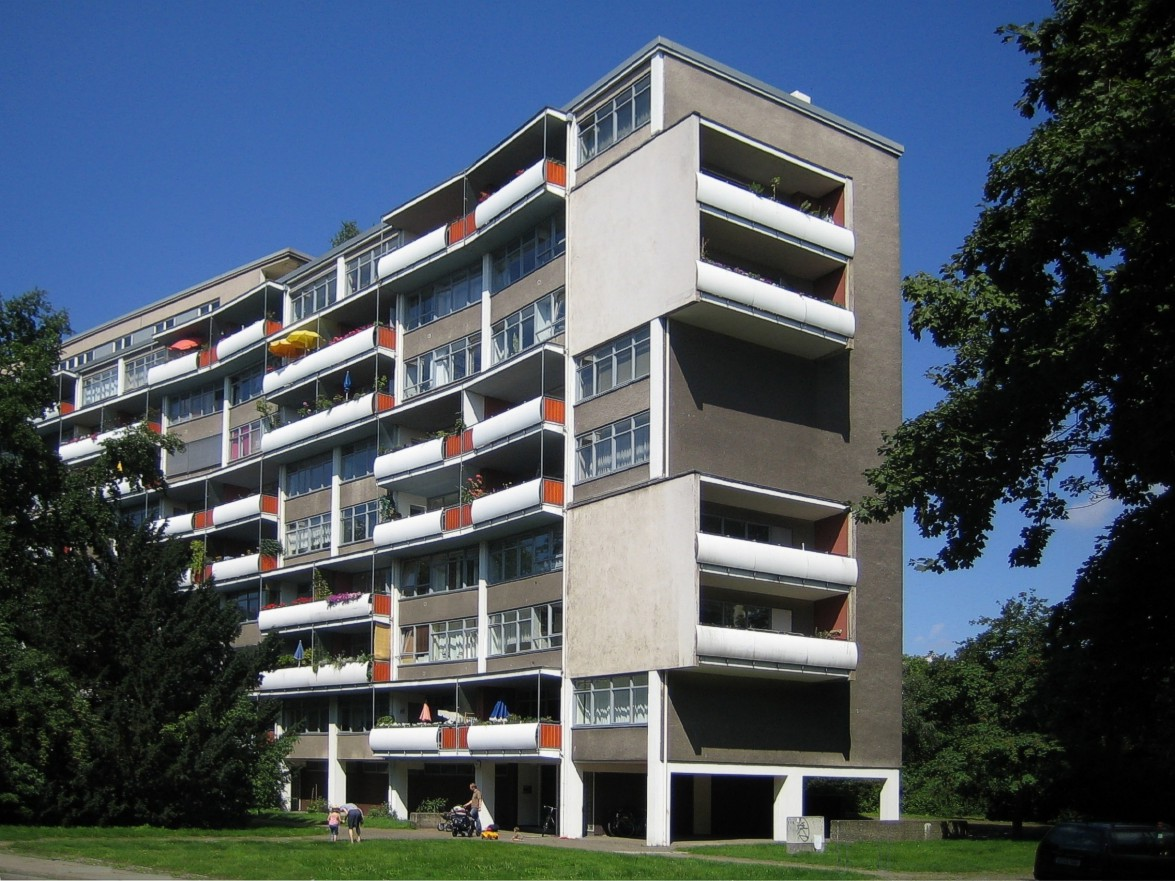
ベルリンのハンザ地区に建つ高層住宅 ジードルング
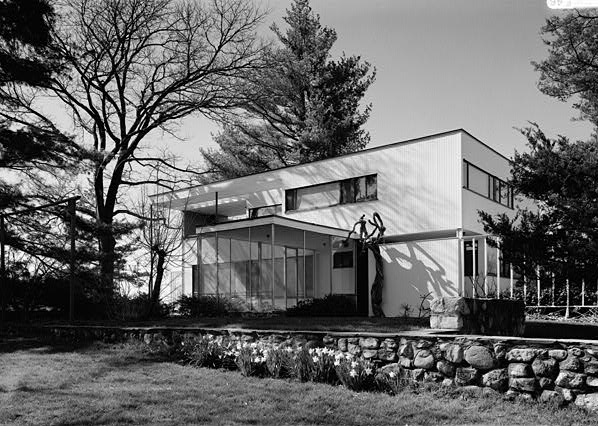
グロピウス・ハウス（マサチューセッツ州リンカーン）
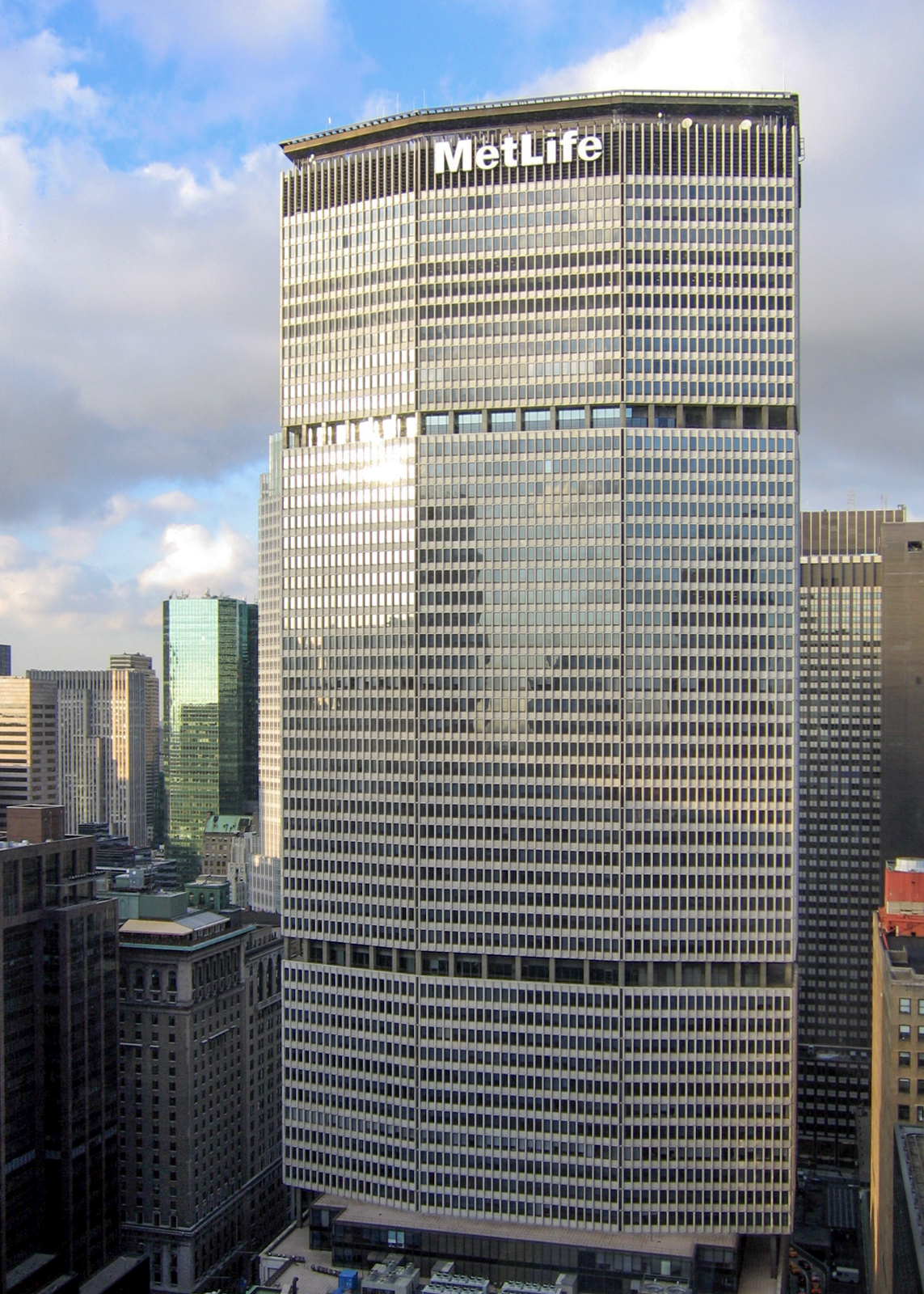
メットライフビル

## 評価
グロピウスは著書『国際建築』（1925年）で、造形は機能に従うものであり、国を超えて、世界的に統一された様式をもたらすと主張した。1926年の「バウハウス校舎」は、まさにその実例となることを意図して設計された。1932年にフィリップ・ジョンソンの企画によりニューヨーク近代美術館でインターナショナル・スタイル（国際様式）の展覧会を企画し、建築界の主流になっていった。
アメリカ移住後のグロピウスの実作はそれほど多くないが、大学教育を通じてアメリカにおけるモダニズム建築の普及に影響力を持った。超高層ビルにおけるインターナショナル・スタイルの普及は、ミース・ファン・デル・ローエやSOMの手にゆだねられた。
ハーバード大学建築科長として活躍したが、アルマ・マーラーとのスキャンダルでも知られた。

## 著書（日本語訳）
- 『国際建築』 貞包博幸訳、中央公論美術出版〈バウハウス叢書1〉、1991年、新版2020年 - 各・普及版
- 『バウハウス工房の新製品』 宮島久雄訳、中央公論美術出版〈バウハウス叢書7〉、1991年、新版2019年
- 『デッサウのバウハウス建築』 利光功訳、中央公論美術出版〈バウハウス叢書12〉、1995年、新版2020年
- 『生活空間の創造』 蔵田周忠・戸川敬一共訳、彰国社、1958年、再版1976年ほか - 講義録を元にしている
- 『デモクラシーのアポロン　建築家の文化的責任』 桐敷眞次郎訳、彰国社、1972年／ちくま学芸文庫（新版）、2013年 - 遺著の評論集